# Schnitter-Brauerei
Die Schnitter-Brauerei war eine Brauerei in Weißwasser/Oberlausitz.

## Hintergrund
Die Entstehung von Brauereien in Weißwasser ist eng verbunden mit dem Aufstieg der Dörfer Weißwasser und Hermannsdorf zum einst bedeutendsten Ort der Glasherstellung Europas. Aufgrund der Arbeitsbedingungen an heißen Glasöfen tranken die Glasmacher täglich literweise Bier während und auch nach der Arbeit. So entstanden unweit der vielen Glashütten und Gasthöfe kleinere Bierbrauereien, die ein spezielles, alkoholärmeres Glasmacherbier brauten, welches von den Einträgern – oft Kinder, Lehrlinge oder ungelernte Arbeiter – zu den Glasarbeitern gebracht wurde.
Die spätere Schnitter-Brauerei befand sich an der Muskauer und Görlitzer Straße und war nur eine von mehreren Brauereien in Weißwasser. Sie wurde im Jahr 1887 gegründet und wechselte in den über einhundert Jahren ihres Bestehens mehrfach den Besitzer und den Namen. Den Namen Schnitter-Brauerei trug die Brauerei nach dem Ende des Zweiten Weltkrieges bis zur Eingliederung in den „VEB Vereinigte Getränke-Betriebe Cottbus“.

## Geschichte
1886 wurde die Brauerei Gustav Linke im damaligen Neu-Weißwasser, einer Siedlung an der neuen Bahnstation zwischen Weißwasser und Hermannsdorf, gegründet. Aus der Erwägung heraus, dass das Bier für die Glasmacher bislang aus Muskau hergeschafft worden war und selten reichte, errichtete er im Hintergebäude seines Wohnhauses eine Bierbrauerei. Aus wirtschaftlichen und auch privaten Gründen verkaufte er seine Brauerei bereits 1906 an Gregor Locke. Der Betrieb firmierte fortan unter Brauerei Linke, Inh. Gregor Locke und verkaufte sein Bier in dem ebenfalls ihm gehörigen benachbarten Gasthaus „Zum Kronprinzen“, der an den Gastwirt Wilhelm Neuling verpachtet war. Aber auch er verkaufte die Brauerei bereits 1908 weiter an Hermann Vieluf, der sie in Lagerbierbrauerei H. Vieluf umbenannte. Vieluf wurde 1916 Vorstand der Genossenschaftsbrauerei in Weißwasser, die 1909 als Genossenschaftsbrauerei eGmbH zu Weisswasser gegründet wurde. Mehrere ortsansässige Unternehmer kauften die Brauerei und gründeten eine Gesellschaft. Während des Ersten Weltkriegs wurde die Brauerei Hermann Merl (gegründet 1890 von Ferdinand Adolphi), die sich an der Berliner Straße befand, wegen derer schlechten wirtschaftlicher Lage aufgekauft.
Aufsichtsratsvorsitzender der Genossenschaftsbrauerei war der Lebensmittelhändler Hermann Albrecht, der sein Geschäft gegenüber der Brauerei betrieb. Vorstände waren der Zeitungsverleger Emil Hampel und der Klempnermeister Paul Cyrus, für den im folgenden Jahr Braumeister Hermann Vieluf in die Genossenschaft eintrat. Trotz großen finanziellen Erfolgs – die Genossenschaftsbrauerei zahlte 15 Prozent Dividende – wurde die Brauerei 1921 an die Berliner Engelhardt–Brauerei AG verkauft und unter der internen Bezeichnung Abteilung VII Weißwasser fortgeführt. Geschäftsführer wurde Diplom-Brauingenieur Otto Schnitter, nach dem das Weißwasseraner Bier benannt werden sollte. Er war bereits seit 1918 Aktionär der zuvor genossenschaftlichen Vereinsbrauerei Cottbus.
Als Schnitter 1935 Teilhaber wurde, firmierte die Gesellschaft in Engelhardt–Brauerei Schnitter & Co. KG um. Die Brauerei war am 16. Juni 1945 die erste, die nach dem Krieg wieder Bier braute und auslieferte. Sie wurde 1946 umbenannt in Schnitter Brauerei KG Weißwasser. Nach wenigen Jahren beschäftigte sie 54 Mitarbeiter. 1961 kooperierte die Brauerei mit der Parkbrauerei Bad Muskau, die die Erzeugung von alkoholfreien Getränken aufgenommen hatte. In den beiden folgenden Jahren wurden in der Schnitter-Brauerei umfangreiche Rekonstruktionsmaßnahmen durchgeführt. Zu der Zeit wurden die Sorten Schnitter-Hell und Pilsner Bier hergestellt.
Im Zuge der Neuordnung der Industrie in der DDR wurde 1969 die Schnitter–Brauerei Weisswasser als Betrieb Brauerei Weißwasser Teil des VEB Vereinigte Getränkebetriebe Cottbus. Mitte der 1970er Jahre wurde das länger lagerfähige Spezialbier Karat hergestellt. Seit 1975 handelte der Betrieb zusätzlich als Verleger unter VEB Landskron-Brauerei Görlitz im VE Getränkekombinat Dresden, VEB Getränke Weißwasser. In der Folgezeit wurde der Betrieb mit anderen in den VEB Getränkekombinat Dessau eingegliedert. Mit der politischen Wende in der DDR 1990 wurden die planwirtschaftlichen Strukturen aufgelöst und die Brauerei in die Brauerei Weisswasser GmbH umgewandelt. Es wurde ein Herren-Pils nach deutschem Reinheitsgebot hergestellt.
1991 wurde der Betrieb stillgelegt. Von diesem Zeitpunkt an begann der Verfall der Anlagen und Gebäude. Bestrebungen, das Gelände mit einem großflächigen Handelszentrum zu beleben, scheiterten an den hohen Investitionskosten. Die Bewertung von Teilen der Anlage als zu bewahrendes Kulturdenkmal erschwerte Umnutzungsplanungen zusätzlich. Die Stadt erwarb das Grundstück, um es von den mittlerweile ruinösen Bauten zu beräumen und die Fläche im Sinne einer zielgerichteten Belebung der Innenstadt umgestalten zu können.
Die entstandene Freifläche wurde Teil des Veranstaltungsraumes des Tages der Sachsen 2005 und ist bis heute unbebaut und ungenutzt.

## Produkte
- Karatpils Spezial
- Schnitter Bock
- Schnitter Hell
- Pilsener Bier
- Herren-Pils

## Sonstiges
Schnitter-PILS Weißwasser ist heute eine Marke der Bergquell-Brauerei Löbau GmbH. Aus Anlass des Tages der Sachsen 2005 in Weißwasser wurde eine kleine Menge Schnitter-Bier gebraut und in Weißwasser verkauft.